# Pocatello (Idaho)
Pocatello es una ciudad ubicada en los condados de Bannock y Power en el estado estadounidense de Idaho. En el Censo de 2010 tenía una población de 54255 habitantes y una densidad poblacional de 646,98 personas por km². Se encuentra a la orilla del río Portneuf, un afluente del curso alto del río Snake, el principal afluente del Columbia.

## Geografía

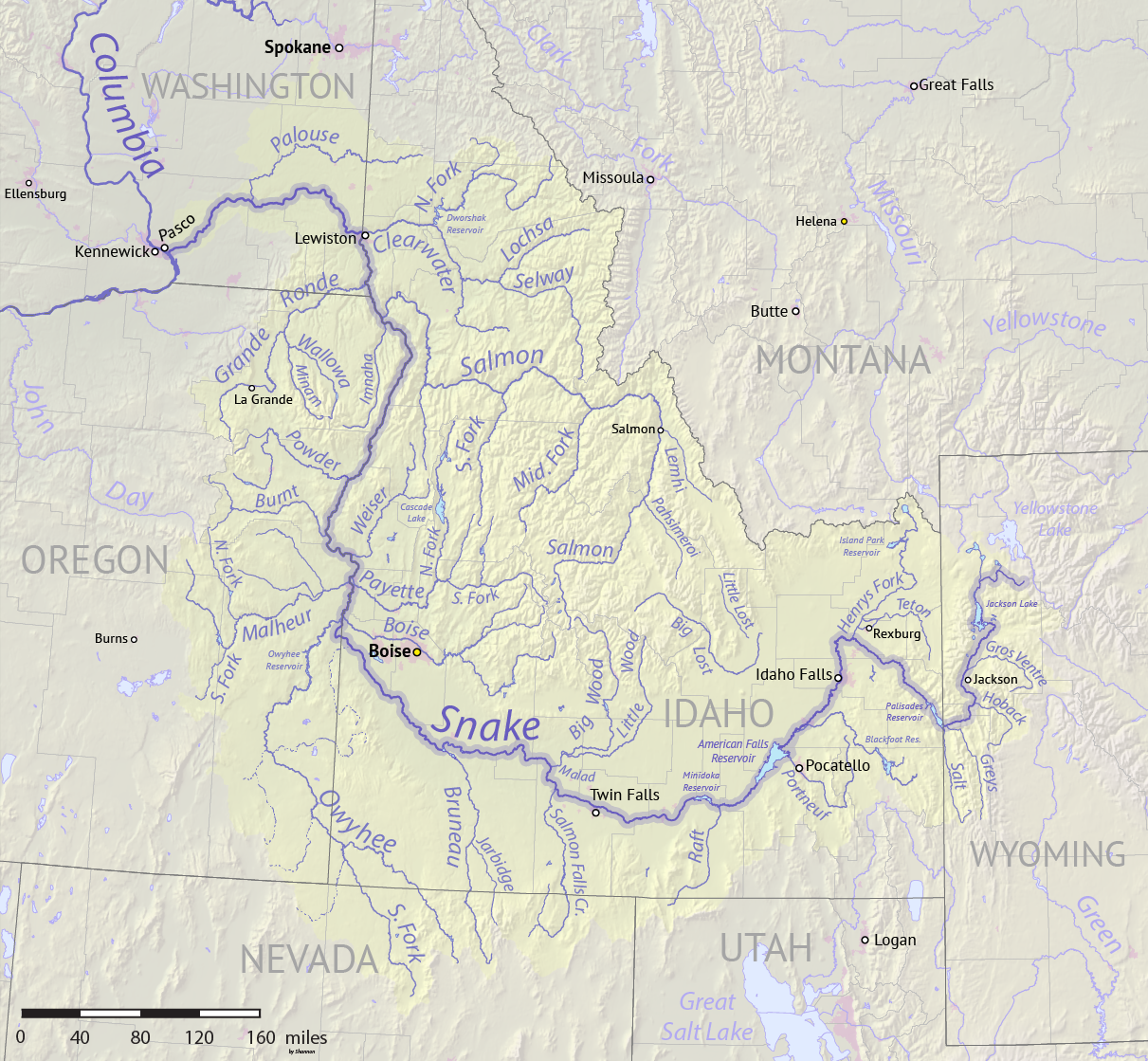
Mapa del río Snake donde aparece Pocatello a la orilla del río Portneuf, a la derecha

Pocatello se encuentra ubicada en las coordenadas 42°52′18″N 112°27′56″O / 42.87167, -112.46556. Según la Oficina del Censo de los Estados Unidos, Pocatello tiene una superficie total de 83.86 km², de la cual 83.45 km² corresponden a tierra firme y (0.48%) 0.4 km² es agua.

## Demografía
Según el censo de 2010, había 54255 personas residiendo en Pocatello. La densidad de población era de 646,98 hab./km². De los 54255 habitantes, Pocatello estaba compuesto por el 90,5% blancos, el 0.97% eran afroamericanos, el 1.68% eran amerindios, el 1.5% eran asiáticos, el 0.24% eran isleños del Pacífico, el 2,3% eran de otras razas y el 2,8% pertenecían a dos o más razas. Del total de la población el 0.01% eran hispanos o latinos de cualquier raza.